# Осек Паша
Осек Паша (алб. Osek Pashë) је насељено место у општини Ђаковица, на Косову и Метохији. Према попису становништва из 2011. у насељу је живело 267 становника.

## Становништво
Према попису из 2011. године, Осек Паша има следећи етнички састав становништва:
| Националност | 2011.        |
| Албанци      | 267 (100,0%) |
| Укупно       | 267          |

| Демографија | Демографија | Демографија |
| Година      | Становника  | Становника  |
| ----------- | ----------- | ----------- |
| 1948.       | 158         |             |
| 1953.       | 178         |             |
| 1961.       | 205         |             |
| 1971.       | 295         |             |
| 1981.       | 416         |             |
| 1991.       | 511         |             |
| 2011.       | 267         |             |